# Svemirski letovi
Svemirski letovi označavaju putovanja ili prijevoz u ili kroz svemir. Prijelaz između Zemlje i svemira određen je prema Međunarodnoj zrakoplovnoj federaciji (Fédération Aéronautique Internationale, FAI) na visini od 100 kilometara. 
Razvitkom svemirskih letjelica bavi se astronautika.